# Герб Бретані
Герб Бретані(фр. Armoiries de la Bretagne) — герб регіону Бретань на північному заході Франції, раніше офіційний герб бретонських герцогів, що використовувався ними з 1316 по 1514 рр. Повністю горностаєвий щит. Графічно постає у вигляді срібного поля, рівномірно засіяного чорними «хвостиками», найпоширеніший варіант яких зображують у вигляді невеликих хрестиків, схожих на знак жирової масті, нижня гілка яких подовжена і, розширюючись, розділяється на декілька кінчиків.

## Історія

### Легенди
У легендах появу горностаєвого герба Бретані пов'язують із герцогом Аленом Барбетортом. Згідно з однією з них, одного разу герцог, рятуючись від норманів, був зупинений сповененою рікою, мулистою і брудною. Раптом він звернув увагу на горностая, який тікав від скакучих коней: звір різко розвернувся біля самої води, воліючи загинути, ніж забруднитися. Натхнені прикладом, герцог і його соратники повернулися обличчям до ворога і з криком «Краще смерть, аніж ганьба!» кинулись до бою. Відтоді ця фраза герцога стала девізом Бретані, а хутро горностая було покладене на щити бретонських герцогів.
У середовищі бретонських націоналістів також популярна гіпотеза про бретонську протогеральдику, в якій рясно користалося горностаєве хутро, також присутні спроби довести існування кельтської принцеси на ім'я Герміона (Hermione), а гербовий щит із повністю горностаєвим полем називається гербом легендарного короля Артура.

### Шахова клітка де Дре

Герб П'єра «Злого Клірика»

У 1213 році П'єр Моклерк, молодший син Роберта II де Дре, заручений зі спадкоємицею бретонського герцогства Алісою де Туар, прибуває до Ренна і починає правити герцогством (до 1237 року) як феодальний опікун (фр. baillistre). До цього часу П'єр де Дре вже володіє власним гербом: його герб становить шахово розділене поле, оточене темно-червоною облямівкою, з горностаєвою вільною частиною в декстері. Себто, до герба своєї сім'ї з полем, шахово розділеним на золото й блакить (традиційні кольори Капетингів, молодшою гілкою якого був і дім де Дре) і оточеним темно-червоною облямівкою, він уводить бризуру, яку в XIII столітті іноді користали молодші нащадки знатних домів: вільну частину (фр. franc-canton) з горностаєвим хутром.

### Горностаєве поле

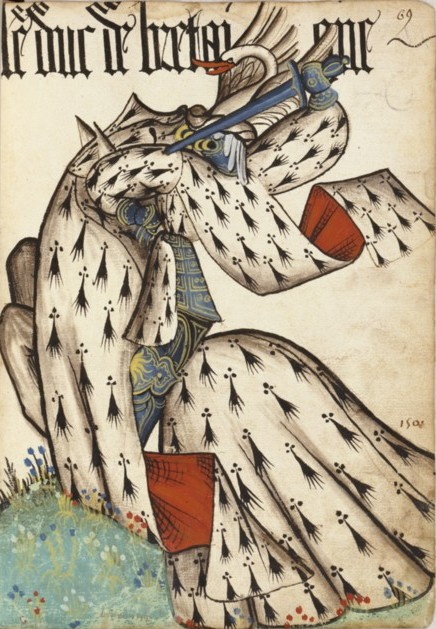
Герцог Жан VI у «Великому кінному гербовнику [ордена] Золотого руна» (XV століття). На гербових накидках коня та вершника зображено горностаєве поле.

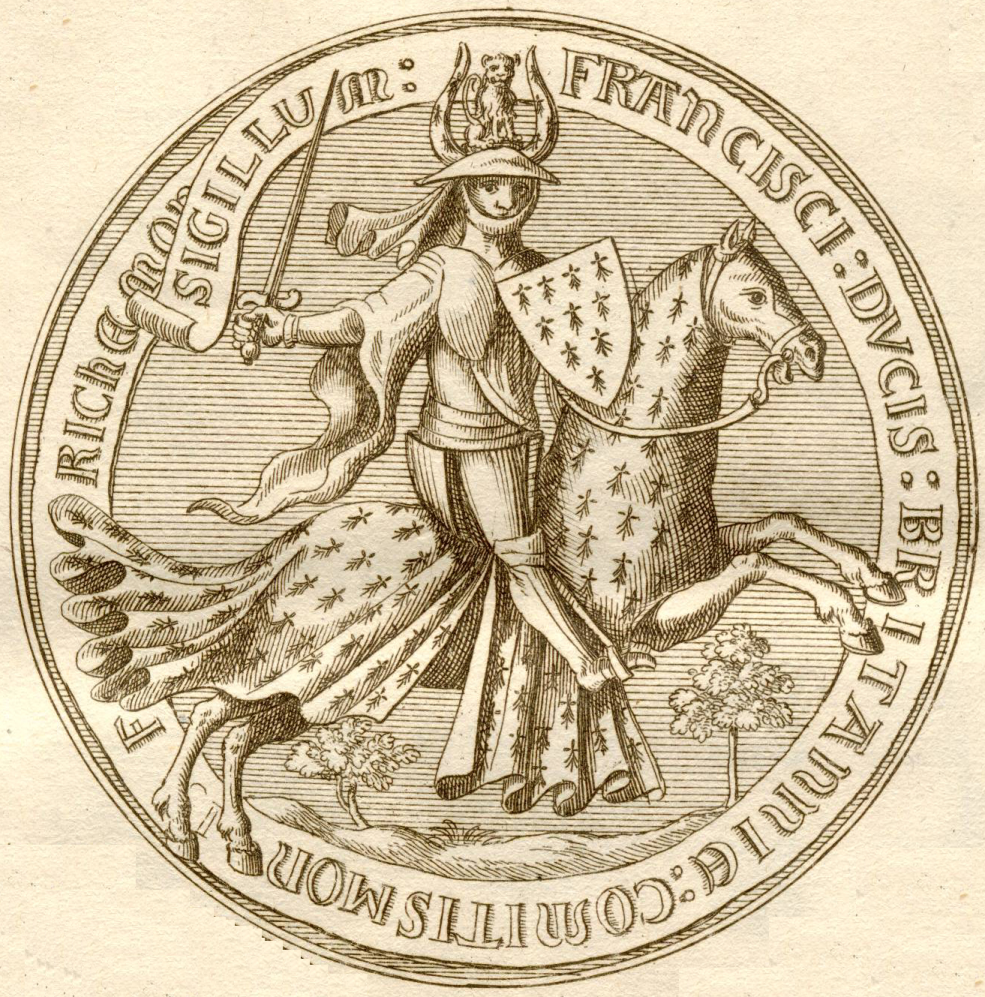
Печатка герцога Франциска I.

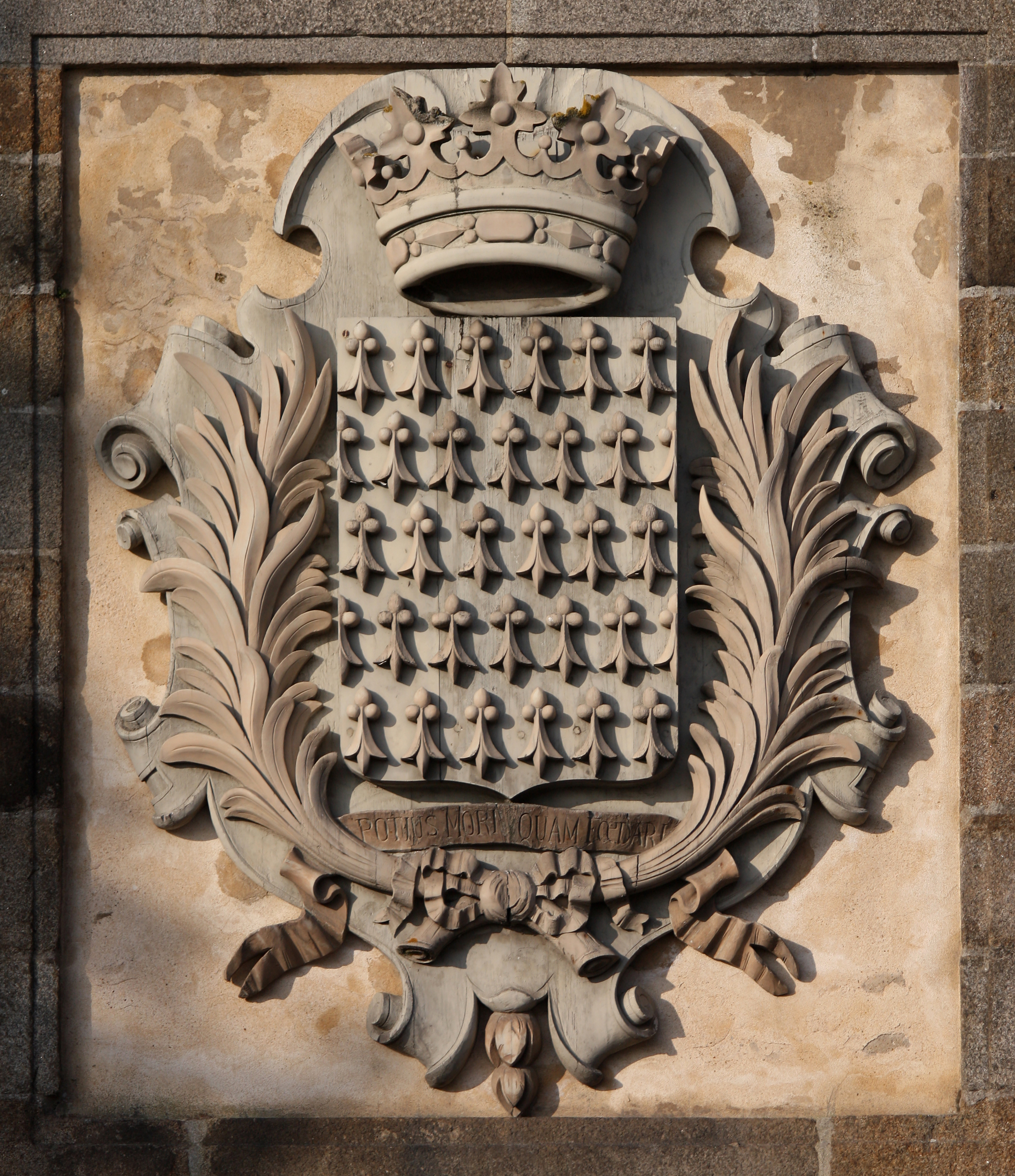
Ліпний герб Бретані на Подвійних воротах Сен-Венсан, Сен-Мало, 1708—1710 роки.

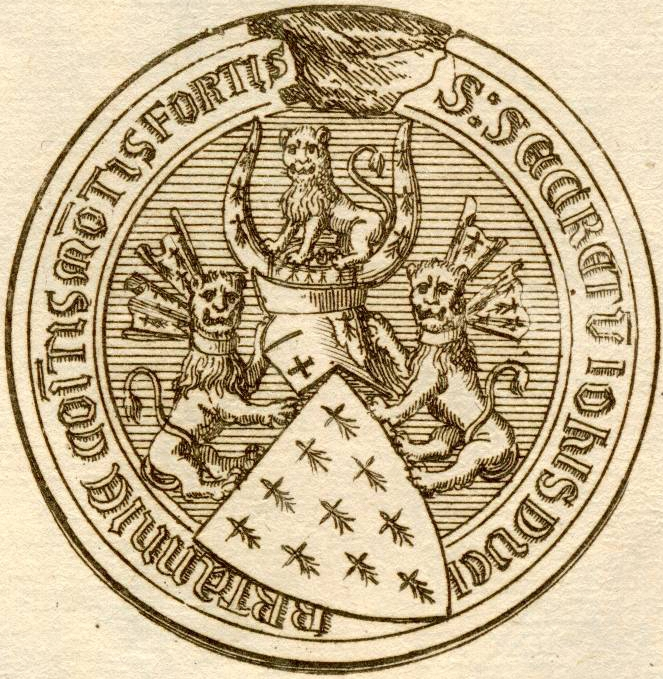
Перстень Жана V в 1402 році

Герб П'єра Моклерка залишався гербом герцогів Бретані більше століття, після чого в 1316 році герцог Жан III змінює герб і замість шахівниці де Дре з горностаєвою вільною частиною затверджує щит із повністю горностаєвим полем. Можливі причини цієї зміни (зміни гербів великих принців були рідкістю для XIV-го сторіччя) були відзначені й проаналізовані відомим медієвістом Мішелем Пастуро:
- У Жана III були жахливі відносини зі своєю мачухою, Йоландою де Дре, матір'ю його зведеного брата Жана де Монфора), і він мав із нею суперечку щодо спадщини свого батька, покійного герцога Артура II. Йоланда, як член сім'ї де Дре, мала права користати той же герб, що й Жан. А позаяк у середньовіччі геральдика була елементом права й формою вираження певних правових відносин, то використання герцогського герба означало таку ж владу і герцогські повноваження. Жан III не міг перешкодити мачусі носити герб де Дре, тож він вирішив змінити свій.
- Той факт, що на шахівниці Дре була зображена бризура (темно-червона облямівка) і вторинна бризура (горностаєва вільна частина) говорив про те, що герб належить молодшій лінії і не зовсім відповідає статусу правителів великого герцогства. Крім цього, поточний герб геральдично вказував на залежність Бретонського герцогства від невеликого графства Дре (яке, в свою чергу, залежало від Нормандського герцогства). Тому в цьому питанні простий (нерозділений) щит як офіційний був бажаним для герцогів Бретані, які були фактично незалежними правителями в своїх землях.
- Золото й лазур, гербові кольори Капетингів, у шахівниці де Дре вказували в XIII столітті на спорідненість із королями Франції з династії Капетингів, що в той час сприяло підвищенню престижу носія герба. Але з XIV століття, центральним елементом королівського герба, так само як і французької королівської геральдики, стали лілії, в той час як шахівниця з квітами нащадків Гуго Капета втратила свою первісну привабливість.
- Горностаєве хутро в XIII—XIV століттях підвищує свій престиж у порівнянні з білячим хутром, раніше поширенішим. Хутро горностая стало незмінним атрибутом влади і використовувалося для підбиття мантій суверенів, представників вищої аристократії і суддів, підкреслюючи відповідні моральні якості свого власника: честь дворянина або непідкупність судді.
- Усіяний герб горностаєвого хутра був, естетично і символічно, відповіддю на Флер-де-лі монархів Франції. Обравши герб із повністю горностаєвим полем, себто в злагоді з улюбленим прийомом середньовічної символіки, узявши частину і підмінивши нею ціле, герцог Бретані не лише позбувся всякого натяку на бризуру в своєму гербі, а й, на кшталт короля Франції, став відтепер володарем засіяного гербового щита, тобто щита з такою структурою, яка в середньовічних символічних системах вважалася найпрестижнішою.[3]

Найімовірніша причина зміни герба полягає в тому, що бретонський герцог прагнув більше підкреслити свій ростучий вплив і не бажав носити герб із бризурою, яка занадто явно підкреслювала той факт, що бретонський герцогський будинок спочатку був лише молодшою гілкою графського будинку де Дре (який в ту пору перебував у повному занепаді).

## Особливості
У поточному поданні «хвостик» (фр. moucheture; дослівно «пляма») є візуальним відтворенням «ермеліна», а витоки цього символу лежать у чорних хвостах горностаїв, що прикріплюються до білих хутряних накидок. Еволюція значення пов'язана із зображенням, яке показує морфологічну схожість елемента з цілим, значно нівелюючи різницю.
Кількість і форма горностаєвих «хвостиків» варіювалися залежно від часу створення, місця і художника, кожен з яких вкладав у створений варіант бретонського герба свій сенс, часом протилежний решті. Герб герцогів Бретані, таким чином, міг містити від трьох до дванадцяти «хвостиків», що часто залежало від площі носія — печаток, монет, медалей, рукописів або власне щитів. Число кінчиків нижньої гілки (підстави) хрестоподібний «mouchetures» варіювалося у діапазоні від 3 до 9, так само як і змінювалася форма елементів троїстої вершини «хвостика» (точки, ромби, ґноти), що позначала кріплення, якими фіксували горностаєве хутро з хвостиками.
На відміну від французьких лілій, «хвостики» не переступали краю гербового щита або прапора згідно з бретонською геральдичною традицією в епоху герцогів. Ця традиція була втрачена в XVI столітті, коли горностаєвим гербом стали займатися французькі геральдисти, які мають «хвостики» на щиті в шаховому порядку, тому їхня кількість зросла.